# Anthene
Anthene är ett släkte av fjärilar. Anthene ingår i familjen juvelvingar.

## Bildgalleri

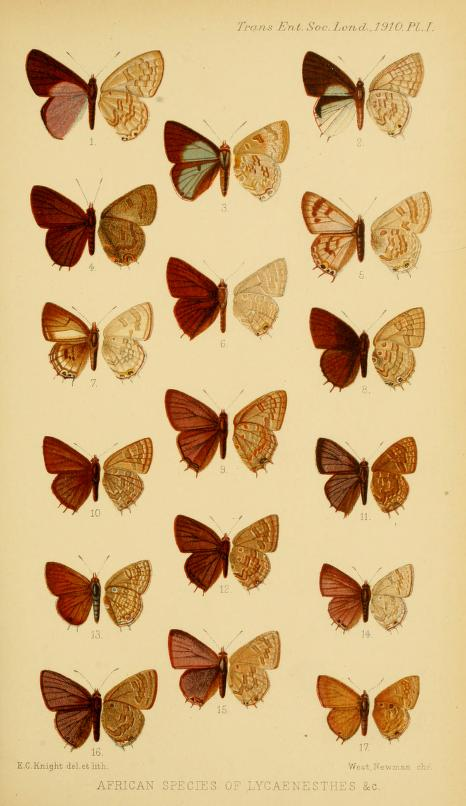

## Dottertaxa tillAnthene, i alfabetisk ordning[1]
- Anthene abruptus
- Anthene addenda
- Anthene adherbal
- Anthene aethiopica
- Anthene affinis
- Anthene afra
- Anthene alberta
- Anthene albicans
- Anthene albilunata
- Anthene amanica
- Anthene amarah
- Anthene amboinensis
- Anthene anadema
- Anthene andamanicus
- Anthene aquilonis
- Anthene arabicus
- Anthene arnoldi
- Anthene arora
- Anthene aurea
- Anthene aurobrunnea
- Anthene bakeri
- Anthene balliston
- Anthene barnesi
- Anthene benadirensis
- Anthene bigamica
- Anthene bihe
- Anthene bipuncta
- Anthene bitje
- Anthene bogorensis
- Anthene buchholzi
- Anthene bugalla
- Anthene butleri
- Anthene chirinda
- Anthene coelestina
- Anthene collinsi
- Anthene connexa
- Anthene contrastata
- Anthene crawshayi
- Anthene definita
- Anthene dewitzi
- Anthene discimacula
- Anthene dulcis
- Anthene dusuntua
- Anthene elgonensis
- Anthene emoloides
- Anthene emolus
- Anthene erythropoecilus
- Anthene fasciata
- Anthene flavomaculatus
- Anthene galla
- Anthene goberus
- Anthene godeffroyi
- Anthene grisea
- Anthene grosei
- Anthene hewitsoni
- Anthene hobleyi
- Anthene hodsoni
- Anthene holcias
- Anthene indefinita
- Anthene ituria
- Anthene ja
- Anthene janna
- Anthene javanus
- Anthene jeanneli
- Anthene juba
- Anthene kampala
- Anthene katera
- Anthene kersteni
- Anthene keyensis
- Anthene kigezi
- Anthene kikuyu
- Anthene klanga
- Anthene lachares
- Anthene larydas
- Anthene lasti
- Anthene latefasciata
- Anthene lemnos
- Anthene leocrates
- Anthene leptala
- Anthene leptines
- Anthene levis
- Anthene licates
- Anthene ligures
- Anthene liguroides
- Anthene liodes
- Anthene liparis
- Anthene livida
- Anthene loa
- Anthene lochias
- Anthene locra
- Anthene locuples
- Anthene lukokescha
- Anthene lunulata
- Anthene lycaenina
- Anthene lycaenoides
- Anthene lycaenolus
- Anthene lycambes
- Anthene lychnaptes
- Anthene lychnides
- Anthene lychnoptera
- Anthene lycotas
- Anthene lysias
- Anthene lysicles
- Anthene mabillei
- Anthene madibirensis
- Anthene magna
- Anthene mahota
- Anthene makala
- Anthene marginata
- Anthene mashuna
- Anthene matthias
- Anthene melambrotus
- Anthene millari
- Anthene minima
- Anthene minor
- Anthene minuta
- Anthene miya
- Anthene modesta
- Anthene modestus
- Anthene monteironis
- Anthene musagetes
- Anthene natalensis
- Anthene neglecta
- Anthene nereia
- Anthene ngoko
- Anthene nigrocaudata
- Anthene nigropunctata
- Anthene nissani
- Anthene niveus
- Anthene obsolescens
- Anthene ochreofascia
- Anthene oculata
- Anthene olympusa
- Anthene onias
- Anthene opalina
- Anthene orissica
- Anthene orphna
- Anthene otacilia
- Anthene paraffinis
- Anthene parallela
- Anthene pauperula
- Anthene pegobates
- Anthene pericles
- Anthene philetas
- Anthene philo
- Anthene pitmani
- Anthene praeclara
- Anthene princeps
- Anthene pulcher
- Anthene pyroptera
- Anthene radiata
- Anthene ramnika
- Anthene rhodesiana
- Anthene rothschildi
- Anthene rubricinctus
- Anthene rubrimaculata
- Anthene rufomarginata
- Anthene ruwenzoricus
- Anthene saddacus
- Anthene sanguinea
- Anthene schoutedeni
- Anthene scintillans
- Anthene scintillula
- Anthene seltuttus
- Anthene sheppardi
- Anthene smithi
- Anthene sobrina
- Anthene somalina
- Anthene stempfferi
- Anthene suquala
- Anthene sutrana
- Anthene syllidus
- Anthene sylvanus
- Anthene talboti
- Anthene teita
- Anthene togata
- Anthene tongidensis
- Anthene toroensis
- Anthene turkana
- Anthene turneri
- Anthene uganda
- Anthene ukerewensis
- Anthene usamba
- Anthene versatilis
- Anthene villosa
- Anthene villosina
- Anthene wilsoni
- Anthene violacea
- Anthene xanthopoecilus
- Anthene zenkeri